# James William Tutt
James William Tutt (Strood Kent, 1858 - 1911) was een Brits entomoloog.
Tutt werd geboren in 1858 in Strood. Hij was leraar en overtuigd darwinist. Samen met de geneticus William Bateson, heeft Tutt de basis gelegd voor de genetische studie van vlinders. Hij was tevens oprichter van The Entomologist's Record and Journal of Variation, een tijdschrift dat verscheen van 1890 tot aan zijn dood in 1911. Hierin deed hij verslag van zijn eigen werk en tevens van dat van collega wetenschappers zoals Edward Bagnall Poulton en William Bateson.

## Werken
Tutt was de schrijver van meer dan 900 wetenschappelijke artikelen en twintig boeken, waaronder:
- The British Noctuae and their Varieties (1891-92)
- Natural History of the British Lepidoptera (1890-1911)
- Practical hints for the Field lepidopterist (1901)

## Taxa
Tutt beschreef en benoemde een aantal insecten (voornamelijk vlinders). Daaronder een aantal blauwtjes uit de familie Lycaenidae: 
- Plebejus bejarensisintermedia
- Plebejus bejarensislilacina
- Plebejus bejarensislilacinamarynata
- Plebejus bejarensismetallica
- Plebejus bejarensisminor
- Plebejus orientalis
- Polyommatus apicata-caerulescens
- Polyommatus apicatacuneata
- Polyommatus mixta

Maar ook: 
- Proutia, een geslacht van vlinders in de familie zakjesdragers (Psychidae)
- Coenonymphina, een subtribus in de onderfamilie Satyrinae.

Er zijn ook vlinders naar hem vernoemd, zoals: 
- Megacraspedus tutti, een vlinder uit de familie tastermotten (Gelechiidae).

Dit artikel of een eerdere versie ervan is een (gedeeltelijke) vertaling van het artikel James William Tutt op de Franstalige Wikipedia, dat onder de licentie Creative Commons Naamsvermelding/Gelijk delen valt. Zie de bewerkingsgeschiedenis aldaar.
- Gemeinsame Normdatei: 1111057001
- International Standard Name Identifier: 0000 0001 0923 2711
- Library of Congress Control Number: nr97009363
- Nationale bibliotheek van Australië: 35287246
- Nederlandse Thesaurus van Auteursnamen: 154380261
- Réseau des bibliothèques de Suisse occidentale: 02-A003916044
- Système universitaire de documentation: 196501091
- Trove: 898299
- Virtual International Authority File: 89547508
- WorldCat: E39PBJckTHWQFmcYvQyBh6JMT3